# Azotnaja
Azotnaja (ros. Азотная) – towarowa stacja kolejowa w miejscowości Wierchniednieprowskij, w rejonie dorohobuskim, w obwodzie smoleńskim, w Rosji.
Stacja obsługuje dorohobuskie zakłady azotowe koncernu Acron.